# الاتجار بالعمال في الولايات المتحدة
الاتجار بالعمال أو الاتجار بالبشر لأغراض العمل في الولايات المتحدة، شكل من أشكال الاتجار بالبشر، إذ يُجبر الضحايا على أداء مهمة باستخدام القوة أو الاحتيال أو الإكراه كما يحدث في الولايات المتحدة. يختلف الاتجار لأغراض العمل عادة عن الاتجار لأغراض الجنس، إذ يكون العمل في الاتجار لأغراض الجنس ذا طبيعة جنسية. قد يكون الناس ضحايا لكل من الاتجار لأغراض العمل والجنس.

## خلفية تاريخية
مارست العديد من قبائل الأمريكيين الأصليين أشكالًا من الرق، قبل مجيء الأوروبيين إلى أمريكا الشمالية وجلبهم للعبودية الإفريقية، لكنها لم تستغل عمالة الرقيق على نطاق واسع. جلب وصول الأوروبيين تجارة الرقيق عبر المحيط الأطلسي، إذ بيع الأفارقة كرهائن في نظام العبودية بالمُلكية المطلقة في القارة الأمريكية. استمرت تجارة الرقيق عبر المحيط الأطلسي من القرن الخامس عشر حتى القرن التاسع عشر، وكانت أكبر عملية اتجار بالبشر قانونية في تاريخ الولايات المتحدة، إذ وصل عدد العبيد في ذروتها إلى 4 ملايين. حُظر الرق بشكلٍ قانوني لأول مرة في الولايات الشمالية التي كانت تُفضّل أشكالًا أخرى من الاتجار بالبشر، مثل العمل بالسخرة. أُلغي نظام العبودية في جميع أنحاء الولايات المتحدة بعد الحرب الأهلية، بموجب التعديل الثالث عشر، باستثناء الحالات التي يُفرض فيها عقوبة على جريمة، وبعد ثلاثة أعوام، ألغي نظام الرق القائم على السخرة في إقليم نيو مكسيكو.
ألغى التعديل الثالث عشر الرق رسميًا في جميع أنحاء الولايات المتحدة، إلا أنه لم يقدم تعريفًا واضحًا للرق. استمرت عوامل مثل قوانين السود، وعنف العنصريين البيض، والتنفيذ الانتقائي للقوانين في إخضاع بعض الأمريكيين السود للعمل الجبري، خاصة في الجنوب. كان لدى أصحاب العمل سيطرة كاملة على العمال السود، وكان يُسمح لهم باستخدام العقاب البدني، وإذا حاول السود «الهروب» من العمل، يُقبض عليهم ويُعادون إلى أصحاب العمل. تعرض هؤلاء الأشخاص أيضًا للاعتقال والاسترقاق أيضًا في حال فشلهم في إيجاد وظيفة أو لكونهم بلا مأوى، إذ قُبض على العديد من السود بتهم بسيطة وعوقبوا بأشغال عقابية قاسية في كثير من الأحيان. نشأ نظام تأجير المحكوم عليهم الذي بموجبه يُباع السجناء السود للقيام بالأعمال التي كُلف بها العبيد سابقًا. أُلغيت قوانين السود في نهاية المطاف وحكم بعدم دستوريتها خلال حركة الحقوق المدنية.
لم تكن العبودية على أساس العرق الشكل الوحيد، فقد استُعبد العديد من الأمريكيين الفقراء من خلال العمل بالسخرة. كان العمل بنظام الشاحنات أحد الأنظمة الشائعة، إذ دُفعت أجور الضحايا على شكل أرصدة لصالح متجر الشركة. لم تكن الأجور كافية لتأمين سبل العيش، إذ تورط الضحايا في كثير من الأحيان في ديون متزايدة مع متجر الشركة، ومن ثم أصبحوا غير قادرين على المغادرة حتى سداد الدين كاملًا. شهد القرنان التاسع عشر والعشرين إصلاحات كبيرة في قانون العمل، وحُظر استعباد الديون.
تُعد الأشكال غير القانونية من العمل غير الحر في الوقت الحالي، بمثابة الاتجار بالعمال، وهي جريمة يعاقب عليها القانون. يشمل ذلك بموجب القانون الفيدرالي، أي شكل من أشكال الإكراه أو الاحتيال أو القوة، إلا أن التعريف قد يختلف وفقًا لقوانين الولايات.
تصاعد القلق بشأن «استرقاق البيضاوات» في مطلع القرن التاسع عشر، والذي يُشير إلى اختطاف الإناث لإجبارهن على العمل في صناعة الجنس. سنّت عدة قوانين، مثل قانون مان، لحماية الإناث البيضاوات، ووُسع نطاقه لاحقًا ليشمل الأطفال والنساء من جميع الأعراق، والرجال بدرجة أقل. استمرت القوانين في التغيّر، خاصة فيما يتعلق بالفاصل بين البغيّة الراغبة والضحية البريئة. حاليًا، وبموجب القانون الفيدرالي، تُعد البغايا ضحايا للاتجار بالبشر إذا كنّ إما قاصرات عن سن الثامنة عشرة أو تعرضن للسيطرة بالقوة أو الاحتيال أو الإكراه. لم يُطبق هذا الأمر بشكل كامل، إذ يستمر القبض على البغايا في العديد من الولايات، واللاتي يُعتبرن ضحايا بموجب القانون الفيدرالي، وتجري محاكمتهن بموجب قوانين الولاية. تبنّت بعض الولايات المعيار الفيدرالي، بينما تبنته ولايات أخرى جزئيًا فقط.

## تقديرات الانتشار
يصعب تحديد المدى الحقيقي للاتجار بالعمال في الولايات المتحدة بسبب السرية المحيطة بهذه الجرائم. تحصي الحكومة الأمريكية فقط عدد الناجين، الذين يُعرفون بأنهم ضحايا لحالات شديدة من الاتجار بالبشر ممن حصلوا على مساعدة حكومية في الحصول على مزايا الهجرة. يلاحظ المعهد الوطني للعدالة، أنه في حين أن 15% فقط من قضايا الاتجار المحددة من قبل سلطات إنفاذ القانون تتعلق بالاتجار بالعمال، إلا أن عدد ضحايا الاتجار بالعمال الذين يطلبون الخدمات يفوق بكثير عدد ضحايا الاتجار بالجنس. يشير المعهد إلى صعوبة تحديد ضحايا الاتجار بالعمال، وأن الشرطة والمدعين العامين يفتقرون إلى المعرفة بقوانين العمل، ويفتقرون إلى البنية التحتية اللازمة للكشف عن الاتجار بالعمال، إضافة إلى تركيز الأبحاث على الاتجار بالجنس.
يشير المركز الوطني لحقوق الإنسان في بيركلي بولاية كاليفورنيا، إلى وجود حوالي 10,000 عامل بالسخرة في الولايات المتحدة، ويُشكل العاملون المنزليون ثُلثهم تقريبًا، وهناك جزء منهم من الأطفال. قد يكون هذا الرقم أعلى بكثير بسبب صعوبة الحصول على أعداد دقيقة للضحايا، وذلك نتيجة لسرية الاتجار بالبشر. تقدر الأبحاث التي أجرتها جامعة سان دييغو وجود 2.4 مليون ضحية للاتجار بالبشر بين المهاجرين المكسيكيين غير الشرعيين. تشير أبحاث أجراها المعهد الحضري إلى أن وكالات إنفاذ القانون لا تعطي الأولوية لقضايا الاتجار بالعمال، وكانت مترددة في مساعدة الضحايا على الحصول على تصريح للبقاء بشكل قانوني في الولايات المتحدة، وشعرت بأنه لا يوجد دليل كافٍ لتأكيد أقوال الضحايا.
أبلغ المركز الوطني لموارد مكافحة الاتجار بالبشر في عام 2014، عن 990 حالة اتجار بالسخرة في الولايات المتحدة الأمريكية، شملت منها 172 حالة أيضًا الاتجار بالجنس. شملت أكثر أنواع الاتجار بالسخرة شيوعًا العمل المنزلي، وفرق الباعة المتجولين، والزراعة/المزارع، والمطاعم/الخدمات الغذائية، وخدمات الصحة والجمال، والتسول، والبيع بالتجزئة، والبِساتين، والضيافة، والبناء، والملاهي، ورعاية المسنين، والغابات، والتصنيع، والتنظيف المنزلي.

## الزراعة
تشمل الفئات الأكثر عرضة للاتجار بالبشر في قطاع الزراعة، المواطنين الأمريكيين والمقيمين الدائمين الشرعيين والمهاجرين غير المسجلين، والمواطنين الأجانب الحاملين لتأشيرات H-2A المؤقتة. وبالنظر إلى طبيعة العمل الزراعي الموسمية والمتنقلة، فإن قدرة أصحاب العمل على استغلال هؤلاء العمال مرتفعة، وقد يتخذ هذا الاستغلال شكل التهديد بالعنف واستغلال نقاط الضعف (وضع الهجرة مثلًا). يُحتجز العمال في بعض الحالات، في حالة دائمة من الديون تجاه قادة الأطقم الذين يفرضون عليهم رسومًا إلزامية على النقل والإقامة والاتصال، وتكون باهظة مقارنة بالأجر الذي يتلقونه، ما يزيد من مديونية العامل. يجوز لقادة الأطقم أيضًا تزويد العمال بتأشيرات H-2A ونقلهم إلى مكان العمل من بلدهم الأصلي.
استأجر مقاول عمالة مزارع جاي بي فارم المئات للعمل في مزرعة هليون في مقاطعة سان جواكين، وبمجرد توظيفهم، احتُجزوا كرهائن، وهُددوا بالأذى الجسدي إذا اشتكوا للسلطات. وبعد أن تعذر على المساعدة القانونية الريفية بكاليفورنيا تحديد موقع مقاول عمالة مزارع جاي بي فارم، رفعت دعوى قضائية ضد المزارع الذي أُمر بدفع أجور العمال المتأخرة. وُجه الاتهام في عام 2010 إلى شركة غلوبال أورايزنز بتهمة الاتجار بأكثر من 400 عامل تايلاندي من خلال برنامج العمل بالسخرة، وفي النهاية أُسقطت التهم في عام 2012.
وجهت إلى راميرو راموس وشقيقه خوان وابن عمهما خوسيه لويس- وهم عمال مقاولون من الباطن في مزرعة في إيموكالي بولاية فلوريدا- في نوفمبر 2002 تهمًا بالسجن لمدة تتراوح بين عشرة إلى اثني عشر عامًا لكل منهم بتهمة احتجاز عمال مهاجرين في ظروف إكراه. كُشفت شبكة الاتجار بالبشر من قبل تحالف عمال إيموكالي، وهي منظمة محلية تركز على حقوق الإنسان للمهاجرين المكسيكيين والمهاجرين من أمريكا الوسطى في المنطقة، والذين يتعرضون للاستغلال من أجل العمالة الرخيصة أو غير المدفوعة. قاد التحالف أيضًا حملة الغذاء العادل التي أسفرت عن برنامج الغذاء العادل، وناقشوا بأن الشركات الكبرى تمارس ضغوطًا على الموردين لخفض الأسعار باستمرار، ما يدفع العديد من الموردين إلى الانخراط في الاتجار بالبشر. نجحوا في حملتهم بدفع العديد من الشركات الكبرى لشراء الطماطم فقط من المزارعين الذين يتبعون معايير معينة تحمي من الاتجار بالبشر، ودفع قرش إضافي لكل رطل من الطماطم يذهب مباشرة إلى المزارعين.